# Roburent
Roburent (piemontiul: Arburent) település Olaszországban, Piemont régióban, Cuneo megyében. Lakosainak száma 474 fő (2023. január 1.). Roburent Frabosa Soprana, Garessio, Montaldo di Mondovì, Torre Mondovì, Ormea és Pamparato községekkel határos.

## Népesség
A település lakossága az elmúlt években az alábbi módon változott:
| Lakosok száma | 493  | 496  | 474  |
|               | 2017 | 2018 | 2023 |